# Nikoło-Bieriozowka
Nikoło-Bieriozowka (ros. Нико́ло-Берёзовка) – wieś (ros. село, trb. sieło) w Rosji, w Baszkortostanie. W 2010 roku liczyła 6099 mieszkańców.